# Camila Giorgi
Camila Giorgi (Macerata, 30 de dezembro de 1991) é uma ex-tenista profissional italiana. A sua melhor posição no ranking da WTA foi 26º lugar, alcançado em 22 de outubro de 2018. Ela é a atual nº 2 do ranking italiano, depois de Martina Trevisan. O treinador de Camila é o seu pai Sergio Giorgi.

## Sumário da carreira
Depois de ganhar seu primeiro título da ITF em 2009, Giorgi fez sua estreia na chave principal em um Grand Slam no Torneio de Wimbledon de 2011. Giorgi chegou à quarta rodada do Torneio de Wimbledon de 2012 em apenas sua segunda participação no torneio. Depois de sua temporada bem-sucedida nos campeonatos, ela fez sua estreia no top 100 no ranking WTA. No ano seguinte, ela chegou à terceira rodada em Wimbledon e chegou pela segunda vez à quarta rodada e um tornieo Grand Slam no US Open. 
Giorgi foi vice campeã dos torneios WTA de Linz, na Áustria (2014) e Katowice, na Polônia (2014 e 2015). Em junho de 2015, sagrou-se campeã do WTA de 's-Hertogenbosch, na Holanda. À época com 23 anos de idade, ela venceu na final a suíça Belinda Bencic, quarta favorita do torneio, com parciais de 7/5 e 6/3. Giorgi aproveitou as oportunidades de break-points (um em cada set) para fechar a partida depois de 1 hora e 24 minutos de disputa. Com a vitória sobre Bencic, a italiana finalmente comemorou o primeiro título em torneios da WTA de sua carreira. Seis anos depois de sua estréia em Wimbledon. Giorgi alcançou sua primeira final do WTA Tour em 2014 no Katowice Open e, em seguida, ganhou seu primeiro título no Rosmalen Open. Ela conquistou o maior título de sua carreira no National Bank Open de 2021 em Montreal, derrotando a ex-número 1 do mundo, Karolína Plíšková, na final.
Giorgi é conhecida por seu estilo de jogo agressivo e seus poderosos golpes de "groundstroke", e é considerada uma das rebatedoras mais fortes do torneio. Suas vitórias profissionais mais notáveis ocorreram no US Open de 2013, no Indian Wells Open de 2014 e no Eastbourne International de 2014, derrotando as ex-jogadoras nº 1 do mundo Caroline Wozniacki, Maria Sharapova e Victoria Azarenka, respectivamente.
Considerada uma das melhores tenistas italianas da história, ela foi a vencedora do Canada Open 2021, a segunda e última italiana (depois de Flavia Pennetta) a vencer um torneio da categoria WTA 1000. Em sua carreira ela ganhou três torneios WTA em nove finais disputadas (todas rápidas), ela foi a número 1 na Itália por 236 semanas e por cinco temporadas consecutivas (recorde, empatado com Francesca Schiavone e Silvia Farina Elia.)
Nos torneios do Grand Slam, ela chegou às quartas de final de Wimbledon em 2018; ela também chegou às quartas de final nas Olimpíadas de Tóquio 2020 e as oitavas de final em Roland Garros 2022 e no US Open de 2013 (começando pelas eliminatórias, bem como na grama inglesa em 2012; ela foi a primeira tenista a ter superado as duas oitavas de final em torneios do Grand Slam após passar pela chave classificatória) e alcançou o vigésimo sexto lugar no ranking mundial em outubro de 2018 e junho de 2022.
Ela é a tenista italiana com a melhor porcentagem de vitórias contra as 10 melhores jogadoras do mundo, tendo conquistado sucessos contra Maria Sharapova, Victoria Azarenka, Caroline Wozniacki, Garbiñe Muguruza, Karolína Plíšková e Iga Swiatek (todas chegaram ao primeiro lugar do mundo) e Petra Kvitová, Francesca Schiavone, Marion Bartoli, Samantha Stosur, Flavia Pennetta, Sloane Stephens, Jelena Ostapenko, Svetlana Kuznetsova, Emma Raducanu e Aryna Sabalenka (todas vencedoras de pelo menos uma rodada do Grand Slam).
Ela é uma das cinco tenistas italianas, a última em ordem cronológica, a ter disputado as quartas de final do Torneio de Wimbledon, a segunda e última tenista italiana (depois de Roberta Vinci) a ter vencido um torneio na grama e ela é a única tenista italiana a ter disputado cinco finais indoor do WTA.

## Vida pessoal
Giorgi nasceu em Macerata, Itália, filha de pais judeus Claudia Gabriella Fullone e Sergio Giorgi, um argentino de ascendência italiana que emigrou de La Plata para a Itália. Seu pai foi convocado na Argentina em 1982 e lutou na Guerra das Malvinas contra os britânicos, enquanto sua mãe é estilista. Agora, seu pai a treina em tempo integral enquanto sua mãe desenha seus vestidos para partidas de tênis. Ela é judia e considerou emigrar para Israel em 2012, depois que seu pai abriu negociações com a Associação de Tênis de Israel (ITA) sobre os termos financeiros de sua imigração para Israel.
Em setembro de 2013, a família Giorgi residia na cidade italiana de Pisa. Giorgi é quadrilíngue, falando espanhol, italiano, francês e inglês.
Há quatro filhos na família de Giorgi. Além de seu irmão mais velho, Leandro, que está estudando para se tornar um ator, seu irmão mais novo, Amadeus, é um ex-jogador de futebol profissional, que jogou como atacante em clubes de ligas inferiores na Itália, Espanha e Portugal. Ela tinha uma irmã chamada Antonela que morreu em um acidente de carro em Paris.

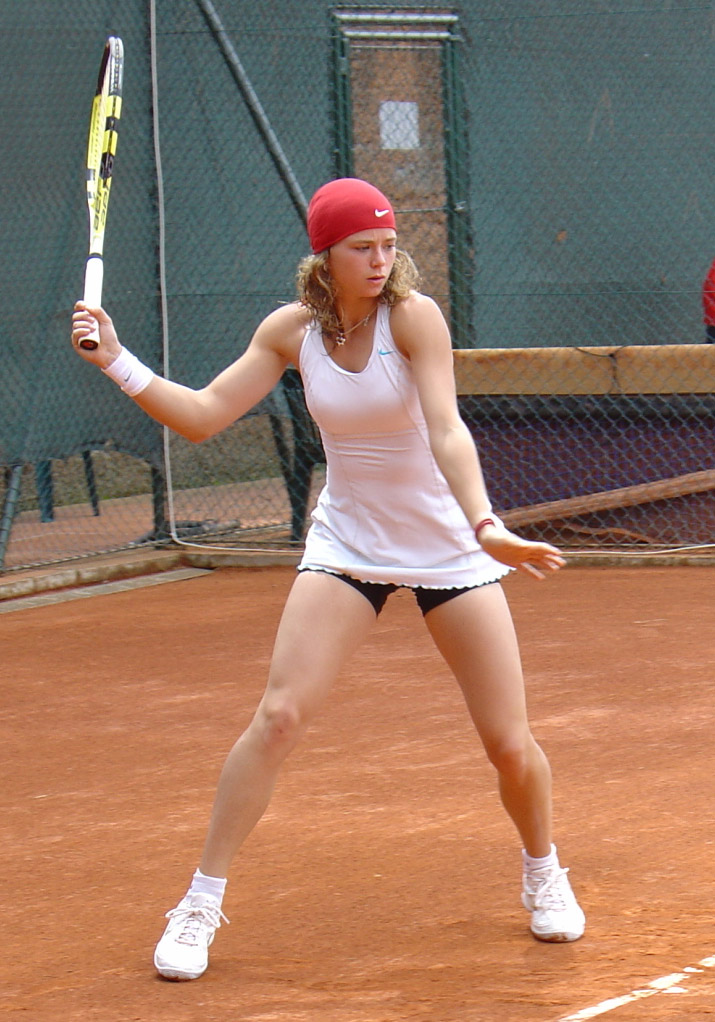
Camila Giorgi no
Italian Open de 2008.

## Carreira júnior
Após um interesse inicial pela ginástica artística, Giorgi decidiu dedicar-se ao tênis após auxiliar nos treinos do irmão, quando ela tinha cinco anos. Ela foi submetida a um duro treinamento de seu pai, Sergio. Dois anos depois, o campeão do Aberto da França de 1976, Adriano Panatta, disse sobre ela: "É a primeira vez que jogo contra uma garota que joga como Andre Agassi". Em 2000, ela foi observada e analisada pelo técnico de tênis Nick Bollettieri, que posteriormente ofereceu a ela sete meses de treinamento (anteriormente oferecido apenas a Maria Sharapova).
Em novembro de 2005, ela chegou à final do Nike Junior Tour, mas foi derrotada por Zuzana Luknárová da Eslováquia. Giorgi chegou à final da Sey Development Cup, na República Tcheca, e às oitavas de final do Astrid Bowl, na Bélgica.

## Carreira profissional

### 2006–10: Primeiros anos como profissional
Giorgi começou com torneios de US$ 10k e obteve seus primeiros resultados significativos chegando a duas semifinais em Baku e Jacarta. No final da temporada, ela tentou seus primeiros torneios de US$ 25k, um em Minsk e outro em Opole mas não passou pela qualificatória de nenhum deles. Ela fechou 2006 com dez vitórias e sete derrotas, sendo a 944ª no ranking WTA.
Ela obteve seus melhores resultados em setembro de 2007 em Limoges, na França, chegando às quartas de final em um torneio de US$ 10k; depois, em torneios de US$ 25k que disputou no final da temporada, em dezembro, em Lagos, na Nigéria, onde chegou às quartas de final.
Giorgi começou 2008 disputando diversos torneios na França, onde morava com a família. Em maio, ela disputou pela primeira vez a qualificatória para um torneio Major, graças a um "wild card" obtido para a qualificatória do Internazionali d'Italia. Ela perdeu para Jill Craybas, nº 66 do mundo na época, no "tiebreak" do terceiro set. Ela também jogou na primeira rodada da chave principal nos seguintes torneios: Roma-Tevere Remo (US$ 25k), Contrexéville (US$ 50k) e Rimini (US$ 75k). No Martina Franca (US$ 25k), ela passou pela qualificatória e chegou à segunda rodada da chave principal. Em novembro, em Saint Denis (La Réunion, US$ 25k), ela chegou às quartas de final. Giorgi terminou o ano em 480º lugar no ranking WTA.
No início da temporada de 2009, Giorgi disputou poucos torneios, não conseguindo se qualificar para a chave principal. Ela alcançou seus primeiros resultados importantes em abril, quando se qualificou e chegou às quartas de final de dois torneios de US$ 25k. Depois de alguns sucessos em torneios na França, Giorgi venceu seu primeiro torneio ITF em agosto, em Katowice (US$ 25k), passando pela qualificatória e derrotando jogadoras como  Sandra Záhlavová (105ª colocada) e, na final, Ksenia Pervak (nº 135). Depois de mais uma quarta de final em Nantes (US$ 50k), Giorgi terminou com a vitória em um torneio de US$ 50k em Toronto. Com essas duas conquistas, ela encerrou o ano com 33 vitórias e 12 derrotas, alcançando a 285ª posição no ranking.
A temporada de 2010 começou mal para Giorgi, que sofreu três derrotas na primeira rodada nos primeiros três meses do ano. Em junho, ela chegou à final de um torneio de US$ 25k, em Bratislava. No verão, disputou vários torneios na América, para onde foi morar (em Miami, com a família), sem resultados notáveis. Em agosto, ao tentar pela primeira vez se classificar para um torneio de Grand Slam – o US Open – ela foi derrotada na primeira rodada. Porém, em outubro, Camila venceu (perdendo apenas um set, na primeira rodada) um torneio de US$ 25k em Rock Hill, Carolina do Sul. Giorgi terminou o ano em 244º lugar no ranking WTA.

### 2011: Estreia em Grand Slam e Top 150

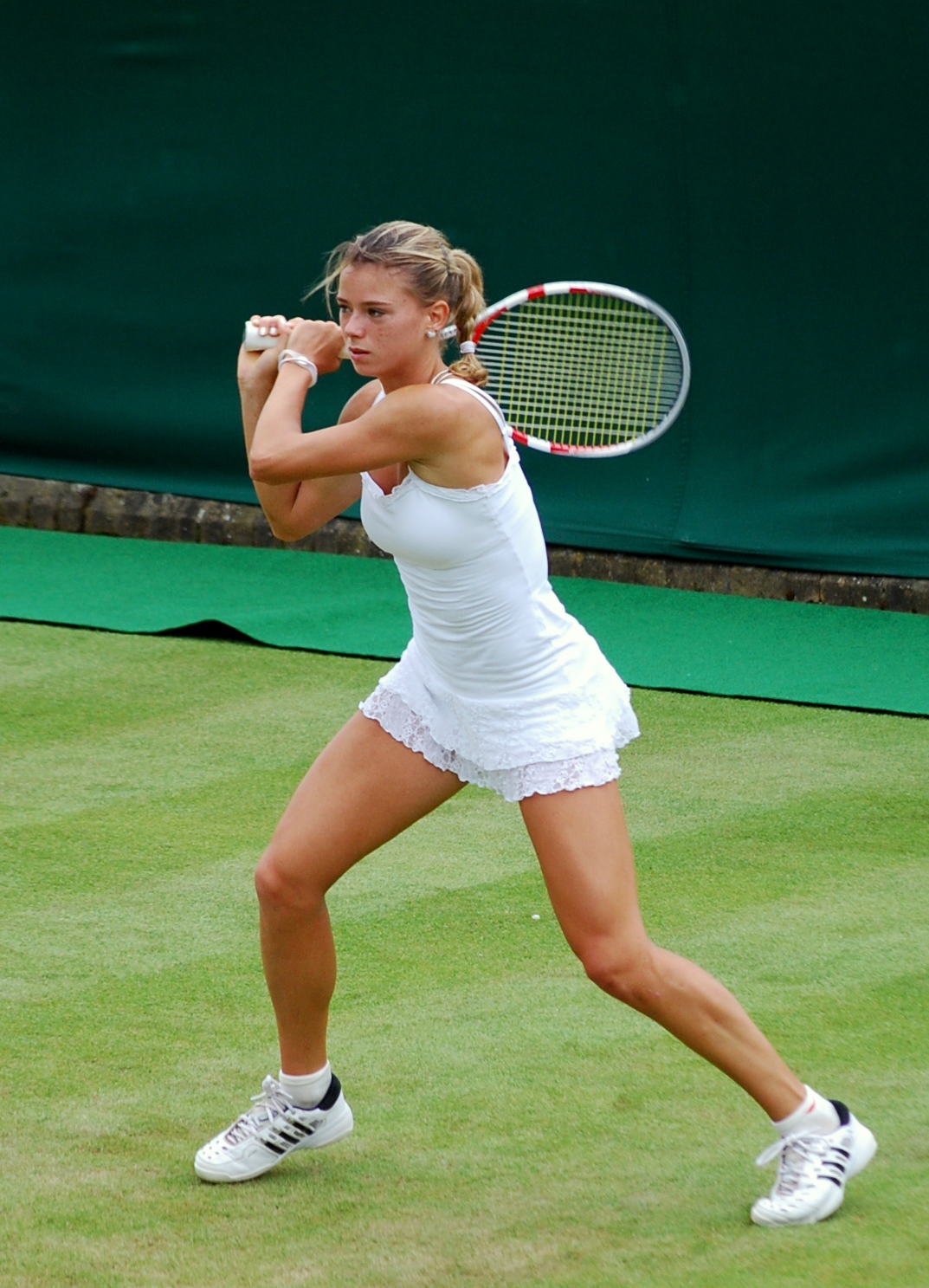
Giorgi em Wimbledon, 2011.

Em fevereiro, Giorgi chegou às semifinais em dois eventos da ITF, mas seu melhor resultado veio em maio, quando chegou à final de um torneio de US$ 50k em Raleigh, Carolina do Norte, e uma semana depois triunfou em Carson (US$ 50k), perdendo um único set e dominando a semifinal com um duplo 6-0 inédito.
Em junho, em Wimbledon, Giorgi passou pela qualificatória e fez sua primeira aparição em chave principal de um torneio major, mas perdeu na primeira rodada para a eventual quarta-finalista Tsvetana Pironkova. Giorgi chegou às semifinais de outros dois torneios antes de fechar o ano com 36 vitórias e 21 derrotas, e 149º no ranking WTA, alcançando sua melhor classificação em outubro, quando era a 141ª do mundo.

### 2012: Quarta rodada em Wimbledon e estreia no Top 100
Giorgi começou a temporada jogando no torneio de US$ 25k em Innisbrook, Flórida. Como cabeça de chave, ela perdeu na segunda rodada para Jessica Pegula. Então, ela competiu no torneio de US$ 25k em Plantation, Flórida. Como segunda cabeça de chave, ela foi derrotada na primeira rodada por Johanna Konta. Em fevereiro, Giorgi disputou o torneio WTA do ano, o Memphis International [en]. Como quarta cabeça de chave na qualificatória, ela chegou à chave principal derrotando Naomi Broady e a sexta cabeça de chave Chichi Scholl. Na primeira rodada da chave principal, ela surpreendeu a cabeça de chave Nadia Petrova em sets diretos. Na segunda rodada, ela perdeu para Stéphanie Foretz Gacon [en] também em sets diretos. Durante a semana de 5 de março, Giorgi competiu no torneio de US$ 25k em Fort Walton Beach, Flórida. Como segunda cabeça de chave, ela chegou às semifinais, onde foi derrotada por Madison Brengle. Em seguida, Giorgi foi a cabeça de chave no torneio de US$ 25k em Clearwater, Flórida. Ela passou pela qualificatória e chegou até as quartas de final, onde foi interrompida por Stefanie Vögele. Giorgi disputou seu primeiro torneio em quadras de saibro do ano no WTA Tour em Charleston. Como cabeça de chave N° 19 na qualificatória, ela chegou à chave principal derrotando Grace Min e a 12ª cabeça de chave, Chan Yung-jan. Na primeira rodada, ela perdeu para Barbora Strýcová. Giorgi caiu na rodada final da qualificatória do Aberto da França para Heidi El Tabakh [en], em três sets.
Giorgi passou pela qualificatória para Wimbledon pelo segundo ano consecutivo, derrotando Emily Webley-Smith [en], Olivia Rogowska e Alexa Glatch [en]. Na primeira rodada da chave principal, ela venceu a 16ª cabeça de chave e compatriota Flavia Pennetta. Então ela derrotou Anna Tatishvili em sets diretos, e na terceira rodada a 20ª cabeça de chave Nadia Petrova, também em sets diretos, para chegar à quarta rodada de um Grand Slam pela primeira vez em sua carreira. No entanto, a campanha de Giorgi em Wimbledon chegou ao fim quando ela perdeu na quarta rodada para a terceira cabeça de chave e eventual finalista, Agnieszka Radwańska, em sets diretos. Em junho, foi relatado que Giorgi estava considerando imigrar para Israel para jogar na Equipe israelense na Fed Cup. Raphael Gellar, da Israel Sports Radio, disse que "com base em sua classificação... [ela] seria automaticamente... a segunda no time depois de Shahar Pe'er." Giorgi começou a US Open Series jogando no Carlsbad Open. Como primeira cabeça de chave na qualificatória, ela perdeu na primeira rodada para Noppawan Lertcheewakarn. Giorgi então recebeu um "wild card" para o Washington Open. Foi derrotada na primeira rodada por Irina Falconi, em três sets. Jogando como "wild card" no Cincinnati Open, Giorgi venceu a 14ª cabeça de chave e compatriota Francesca Schiavone na primeira rodada em sets diretos. Na segunda rodada, ela perdeu para a "wild card" Sloane Stephens, também em sets diretos.

### 2013: Quarta rodada no US Open
Enquanto se recuperava de uma lesão no ombro, Giorgi perdeu na primeira rodada em Brisbane, Sydney e no Australian Open.
Sua primeira vitória veio em abril, na temporada em quadras de saibro, no Charleston Open, no qual chegou à segunda rodada, mas perdeu em sets diretos para Serena Williams. Giorgi se qualificou para a chave principal do Aberto de Madri, mas perdeu na primeira rodada para Nadia Petrova, em jogo de três sets. Duas semanas depois, Giorgi surpreendeu o número 13 do mundo, Marion Bartoli, na primeira rodada em Estrasburgo, mas perdeu na segunda rodada para Eugenie Bouchard. No Aberto da França, Giorgi voltou a perder na primeira rodada, dessa vez para a ex-Top 15 Peng Shuai, em sets diretos.
Nas quadras de grama, seu maior destaque foi em Wimbledon, onde chegou à terceira rodada, derrotando a "wild card" britânica Samantha Murray, em sets diretos, e a então número 1 da Romênia, Sorana Cîrstea, mas acabou perdendo na terceira para a eventual campeã, Marion Bartoli em sets diretos.
Já no US Open, Giorgi teve uma das maiores surpresas de sua carreira, depois de passar pela qualificatória, venceu Jana Cepelova na primeira rodada e Su-Wei Hsieh na segunda, ambos os jogos em sets diretos, na terceira, ela derrotou a ex-número 1 do mundo, Caroline Wozniacki, em jogo de três sets, mas na quarta, perdeu para a compatriota e cabeça de chave N° 10, Roberta Vinci. Depois disso, seu maior destaque veio no Generali Ladies Linz, um WTA 500, no qual passou pela qualificatória e chegou à segunda rodada, onde perdeu para a cabeça de chave N° 5, Kirsten Flipkens em sets diretos.

### 2014: Avanços: duas finais do WTA Tour e estreia no Top 50

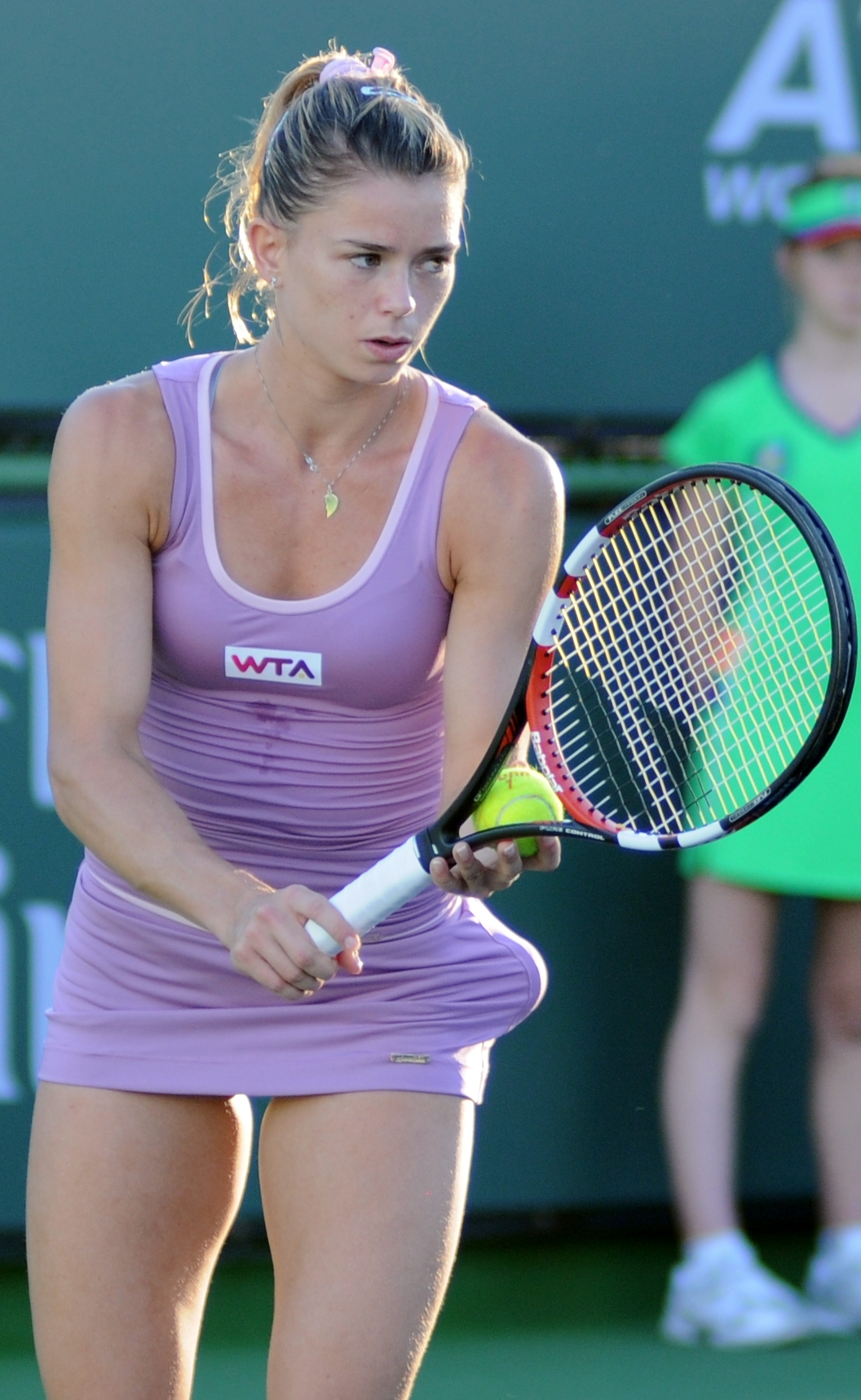
Giorgi em Indian Wells, 2014.

Giorgi competiu no Australian Open, onde chegou pela primeira vez à segunda rodada derrotando a "wild card" australiana Storm Sanders, em jogo de três sets. Ela perdeu na rodada seguinte para Alizé Cornet, apesar da vantagem de 4–1 no set decisivo. Em fevereiro, Giorgi competiu pela primeira vez na Fed Cup. Ela derrotou Madison Keys e a Itália derrotou a seleção dos EUA por 3–1. Em março, Giorgi se classificou para a chave principal em Indian Wells, onde derrotou Andrea Petkovic, Sorana Cîrstea e a ex-número 1 do mundo, Maria Sharapova. Com esta vitória, ela melhorou seu recorde para 3-2 aa carreira contra as Top 10. Ela perdeu na quarta rodada para a eventual campeã Flavia Pennetta.
Em abril, no Katowice Open, ela derrotou a defensora do título, Roberta Vinci, Shahar Pe'er e Carla Suárez Navarro para chegar à final, que perdeu para Alizé Cornet em jogo de três sets, depois de ter um match point em 5–4 no terceiro. Em Roma, Giorgi derrotou a Top 10 Dominika Cibulková na primeira rodada, mas perdeu para Christina McHale, após vencer o primeiro set. Giorgi finalmente venceu Alizé Cornet, segunda cabeça de chave em Estrasburgo, depois de ter perdido duas partidas importantes para ela. No Aberto da França, Giorgi derrotou Bojana Jovanovski na primeira rodada, mas perdeu para a campeã de 2009, Svetlana Kuznetsova, na segunda.
Giorgi competiu em Eastbourne, derrotando Victoria Azarenka na primeira rodada antes de perder para Caroline Wozniacki nas quartas de final. Em Wimbledon, ela perdeu na segunda rodada para Alison Riske. Ela chegou às quartas de final em Bad Gastein e depois perdeu na primeira rodada nos três torneios seguintes. Giorgi fez uma boa campanha em New Haven, derrotando Wozniacki, que terminaria a temporada de verão em quadras duras com 19–4, e Garbiñe Muguruza, antes de perder na semifinal para Magdaléna Rybáriková. Ela foi eliminada no início do US Open, perdendo para a 221ª colocada do ranking mundial, Anastasia Rodionova, depois de ter sacado para a partida do segundo set.
Giorgi perdeu nas primeiras rodadas em Wuhan e Pequim para Elina Svitolina e Lucie Šafářová, respectivamente. Ela quebrou sua série de derrotas em Linz ao derrotar Andrea Petkovic pela terceira vez na temporada. Em seguida, ela avançou para sua segunda final de carreira no WTA sem perder um set, mas perdeu para Karolína Plíšková em três sets, novamente depois de ter um match point no saque da adversária. A italiana terminou a temporada chegando às quartas de final em Moscou, onde derrotou a terceira cabeça de chave Flavia Pennetta pela segunda vez na carreira, antes de perder para Kateřina Siniaková em jogo de mais de três horas. Giorgi terminou a temporada com um recorde de 8–3 contra as 20 melhores jogadoras e alcançou o 31º lugar no ranking antes do US Open.

### 2015: Primeiro título WTA e estreia no Top 30

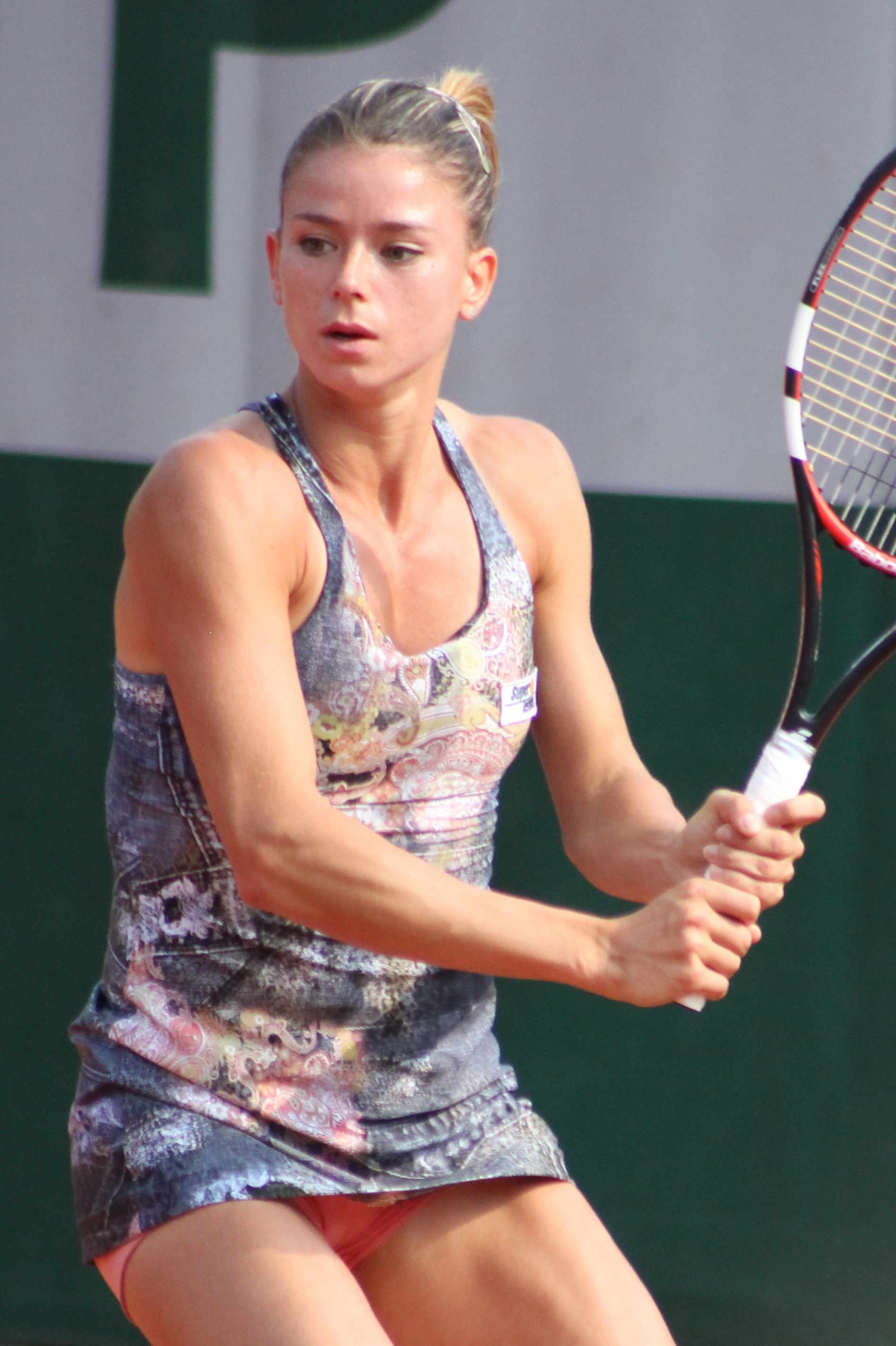
Giorgi em Roland Garros, 2015.

Giorgi começou a temporada no Hobart International. Como terceira cabeça de chave, ela chegou às quartas de final, onde perdeu para Kurumi Nara [en]. No Australian Open, ela derrotou a 12ª cabeça de chave Flavia Pennetta na primeira rodada. Ela acabou sendo derrotada na terceira rodada pela 18ª cabeça de chave Venus Williams, apesar de ter sacado para a partida do segundo set.
Jogando na fase de grupos da Fed Cup contra a França, Giorgi venceu Alizé Cornet para dar à Itália uma vantagem de 2 a 0 contra a França, no entanto, ela perdeu sua segunda partida para Caroline Garcia. Mais tarde, a Itália perdeu a disputa, sendo o primeiro time a perder depois de abrir uma vantagem de 2 a 0 na fase do Grupo Mundial. Nos Diamond Games, ela foi derrotada na primeira rodada pela quinta cabeça de chave e eventual finalista, Carla Suárez Navarro. Em Dubai, ela perdeu a partida da segunda rodada para a 13ª cabeça de chave Carla Suárez Navarro. Como 29ª cabeça de chave no Indian Wells Masters, ela foi derrotada na segunda rodada por Heather Watson. Como 30ª cabeça de chave no Miami Open, ela chegou à terceira rodada, onde perdeu para a terceira cabeça de chave Simona Halep. Como terceira cabeça de chave no Katowice Open, ela alcançou sua segunda final consecutiva ao derrotar a cabeça de chave N° 1, Agnieszka Radwańska, nas semifinais. Na final, porém, ela caiu para a oitava cabeça de chave Anna Karolína Schmiedlová.
Jogando na fase eliminatória da Fed Cup pela Itália contra os EUA, Giorgi jogou uma partida e perdeu para Serena Williams. Apesar da derrota, a Itália ainda venceu os EUA por 3–2. Como 8ª cabeça de chave no Prague Open, ela foi derrotada na primeira rodada por Yanina Wickmayer. Em Madri, perdeu na primeira rodada para Tsvetana Pironkova. No Aberto da Itália, ela foi derrotada na primeira rodada pela 16ª cabeça de chave e bicampeã, Jelena Janković. Ela perdeu na segunda rodada do Aberto da França para a 21ª cabeça de chave Garbiñe Muguruza.
Giorgi voltou à forma no início da temporada em quadras de grama, conquistando seu primeiro título do WTA Tour no Topshelf Open em Rosmalen, derrotando Irina Falconi, a "wild card" local, Michaëlla Krajicek e Yaroslava Shvedova nas quartas de final, onde Giorgi salvou três match points no tie-break do set final, a favorita local Kiki Bertens nas semifinais e Belinda Bencic na final. No Torneio de Wimbledon, Giorgi, como 31ª cabeça de chave, derrotou Teliana Pereira e Lara Arruabarrena na primeira e segunda rodada, respectivamente, e depois perdeu para Caroline Wozniacki na terceira.

### 2016: Fora do Top 50
Giorgi teve uma temporada sem maiores destaques, sem nenhum título e apenas uma final. Ela começou a temporada no Brisbane International, onde perdeu na primeira rodada para a quarta cabeça de chave e eventual finalista, Angelique Kerber. Como segunda cabeça de chave, no Hobart International, ela chegou às quartas de final, onde foi derrotada pela eventual finalista, Eugenie Bouchard. No Australian Open, ela perdeu na primeira rodada para a primeira cabeça de chave Serena Williams.
Outros destaques de Giorgi na temporada foram: o vice-campeonato do Katowice Open no início de abril, as quartas de final no Prague Open no final daquele mês, as quartas de final no Citi Open em julho e as quartas de final no Korea Open em setembro. Ela encerrou a temporada na 83ª posição no ranking da WTA.

### 2017: Resultados variados

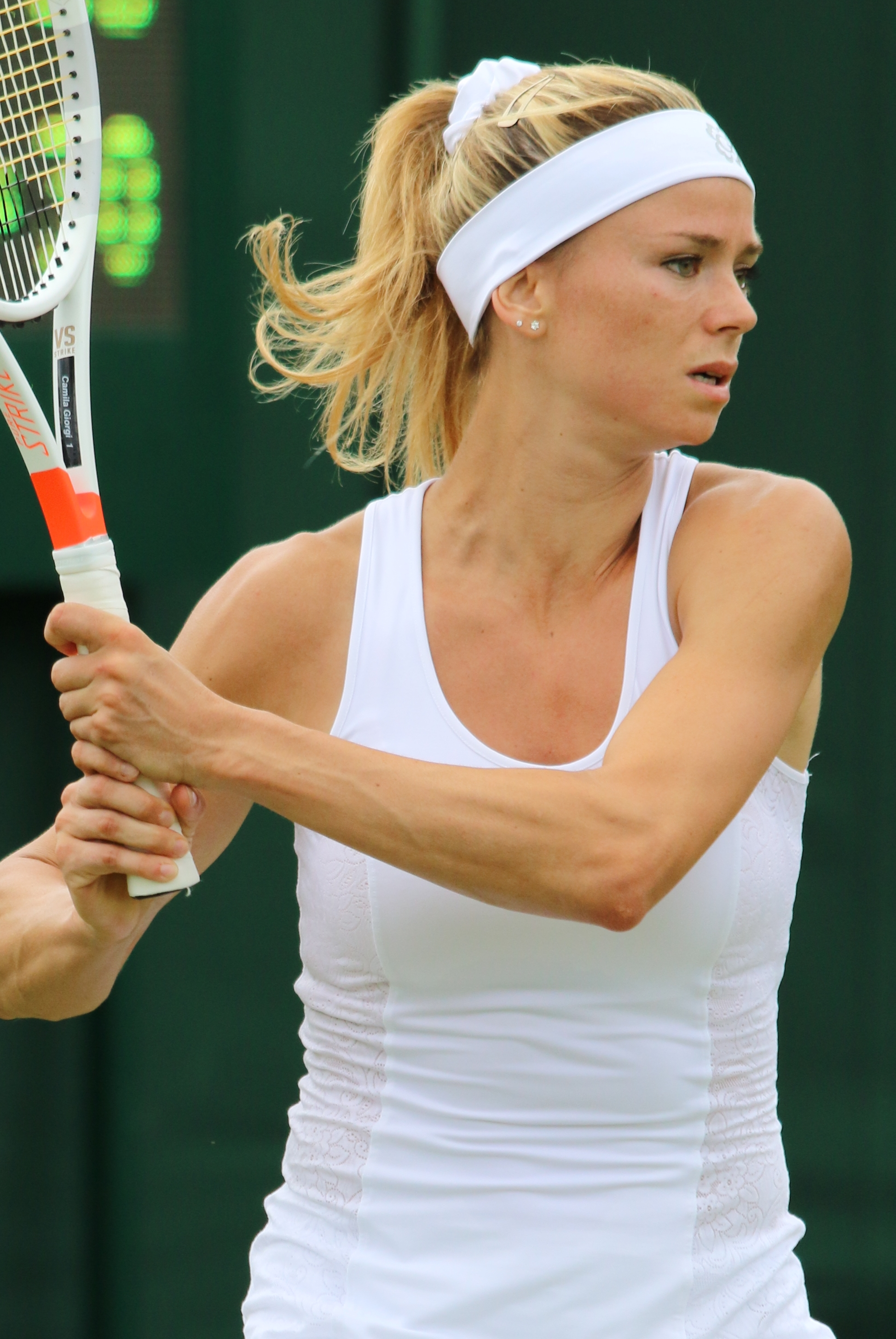
Giorgi em Wimbledon, 2017.

Giorgi começou a temporada no Shenzhen Open. Ela chegou às semifinais, onde perdeu para a oitava cabeça de chave, finalista do ano anterior e eventual finalista, Alison Riske. No Australian Open, ela foi derrotada na primeira rodada pela 12ª cabeça de chave, Timea Bacsinszky. Giorgi se retirou durante sua última rodada da qualificatória no Qatar Ladies Open para Lauren Davis. Em março, ela jogou no Indian Wells Open. Ela perdeu na rodada de abertura para Johanna Larsson.
Começando sua temporada no saibro na primeira edição do Ladies Open Biel Bienne, Giorgi chegou às quartas de final, onde foi derrotada pela vinda da qualificatória Aliaksandra Sasnovich. Em Stuttgart, ela caiu na primeira rodada das eliminatórias para Dinah Pfizenmaier. No J&T Banka Prague Open, Giorgi derrotou a cabeça-de-chave e campeã de 2015, Karolina Pliskova, na primeira rodada. Ela acabou perdendo nas quartas de final para a vinda da qualificatória e eventual campeã Mona Barthel. Tendo passado pela qualificatória do Internationaux de Estrasburgo, ela foi derrotada na segunda rodada pela também vinda da qualificatória, Ashleigh Barty. Giorgi perdeu na primeira rodada do Aberto da França para Océane Dodin.
Competindo em s-Hertogenbosch, Giorgi foi derrotada na segunda rodada por Carina Witthöft. Ao passar pela qualificatória do Aegon Classic, ela derrotou a segunda cabeça de chave Elina Svitolina na segunda rodada. Ela se retirou da partida das quartas de final contra Ashleigh Barty devido a uma lesão na coxa direita. Em Wimbledon, Giorgi chegou à terceira rodada, onde perdeu para a 13ª cabeça de chave e campeã do Aberto da França, Jelena Ostapenko.
Em Washington DC, Giorgi foi derrotada na primeira rodada pela "wild card" canadense Bianca Andreescu. Na Rogers Cup, ela perdeu na rodada final da qualificatória para Sorana Cîrstea. Tendo passado pela qualificatória em Cincinnati, ela chegou à terceira rodada, onde caiu para a cabeça de chave N° 1 e defensora do título, Karolina Pliskova. No US Open, ela foi derrotada na primeira rodada pela 31ª cabeça de chave Magdalena Rybarikova.
Giorgi perdeu o resto da temporada de 2017 devido a uma lesão e terminou o ano na 79ª posição.

### 2018: Quartas de final em Wimbledon, segundo título do WTA Tour e retorno ao Top 30
No Shenzhen Open, ela perdeu na primeira rodada para Ana Bogdan. Passando pela qualificatória no Sydney International, ela chegou à semifinal, onde foi derrotada pela eventual campeã Angelique Kerber. No Australian Open, Giorgi perdeu na segunda rodada para a 18ª cabeça de chave Ashleigh Barty. Em Dubai, ela se retirou da segunda rodada da qualificatória contra Sofya Zhuk [en] devido a uma lesão na coxa esquerda. Giorgi voltou à ação em março no Miami Open. Ela foi derrotada na primeira rodada por Donna Vekic.
Giorgi começou a temporada em quadra de saibro no Charleston Open, onde perdeu na terceira rodada para a sétima cabeça de chave Madison Keys. No Ladies Open Lugano, ela foi derrotada em sua partida da terceira rodada pela eventual finalista Aryna Sabalenka. Em Praga, Giorgi chegou às semifinais, onde perdeu para a eventual finalista Mihaela Buzarnescu. Jogando em Roma, foi derrotada na última rodada da qualificatória por Danielle Collins. No Aberto da França, Giorgi chegou à terceira rodada, onde perdeu para a décima cabeça de chave e eventual finalista, Sloane Stephens.
Começando a temporada em quadras de grama como oitava cabeça de chave no Nottingham Open, Giorgi foi derrotada na primeira rodada por Dalila Jakupovic [en]. No Birmingham Classic, ela perdeu na segunda rodada das eliminatórias para Océane Dodin. Em Eastbourne, ela foi derrotada na segunda rodada pela primeira cabeça de chave, finalista do ano anterior e eventual campeã Caroline Wozniacki. Em Wimbledon, Giorgi avançou para as quartas de final pela primeira vez em sua carreira, onde perdeu para a ex-número 1 do mundo, seis vezes campeã de Wimbledon e eventual finalista, Serena Williams.
Em agosto, Giorgi competiu no Cincinnati Open. Apesar de ter caído na última rodada da qualificatória para Viktória Hruncáková [en], ela entrou na chave principal como uma "lucky loser". Ela chegou à segunda rodada, onde foi derrotada pela 13ª cabeça de chave Madison Keys. Passando pela qualificatória no Connecticut Open, Giorgi perdeu na segunda rodada para a "lucky loser" Belinda Bencic. No US Open, ela foi derrotada na segunda rodada pela 16ª cabeça de chave e bicampeã do US Open, Venus Williams.
Na semana de 17 de setembro, Giorgi jogou no Pan Pacific Open em Tóquio. Ela surpreendeu a primeira cabeça de chave e bicampeã Caroline Wozniacki em sua partida de segunda rodada. Ela acabou perdendo nas semifinais para a terceira cabeça de chave e eventual finalista, Naomi Osaka. Em Wuhan, Giorgi foi derrotada na primeira rodada por Aleksandra Krunic. Como quinta cabeça de chave no Linz Open, Giorgi conquistou seu segundo título de carreira no WTA Tour, derrotando a vinda da qualificatória Ekaterina Alexandrova na final. Seu último torneio da temporada deveria ser no Luxembourg Open, mas ela desistiu de participar devido a uma lesão no pé direito.
Giorgi terminou a temporada na 26ª posição.

### 2019: Duas finais de torneio WTA, fora do Top 50

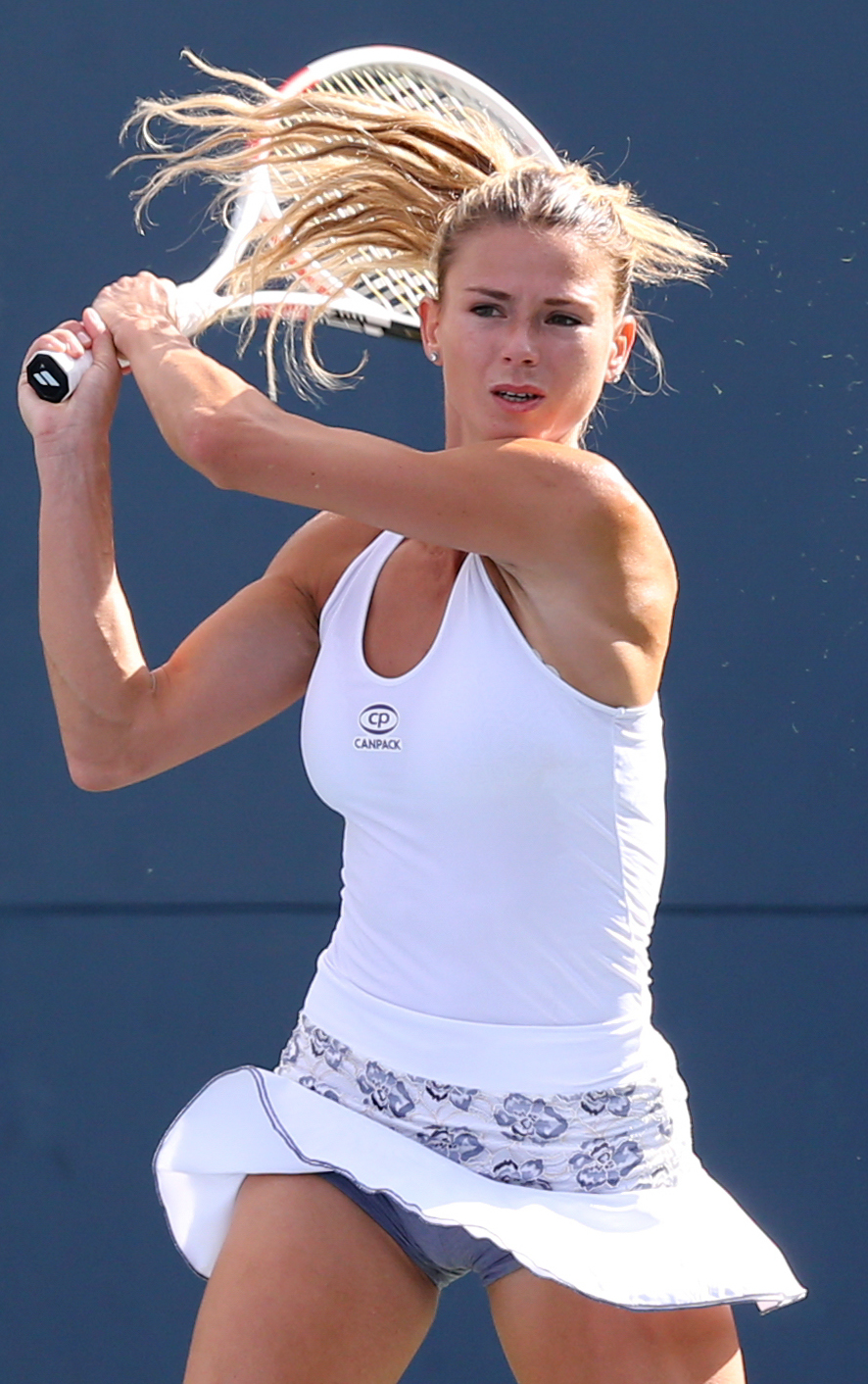
Giorgi no Bronx Open, 2019.

Giorgi, deveria começar a temporada em Brisbane, mas desistiu do torneio. Em vez disso, o ano dela começou em Sydney. Apesar de ter chegado às semifinais no ano anterior, ela perdeu na segunda rodada para a segunda cabeça de chave e defensora do título, Angelique Kerber. Como 27ª cabeça de chave no Australian Open, ela foi derrotada na terceira rodada pela sétima cabeça de chave Karolína Plíšková. Jogando na eliminatória da Fed Cup contra a Suíça, Giorgi perdeu seus dois jogos para Viktorija Golubic e Belinda Bencic. A Suíça venceu a disputa por 3 a 1 sobre a Itália. No Qatar Open, ela foi derrotada na primeira rodada pela quinta cabeça de chave Kiki Bertens. Ela perdeu os torneios de Dubai e de Indian Wells devido a uma lesão. Ela voltou à ação no Miami Open. Como 29ª cabeça de chave, ela perdeu na segunda rodada para Tatjana Maria.
Giorgi perdeu a temporada no saibro, incluindo o Aberto da França, devido a circunstâncias desconhecidas. Ela voltou à turnê em junho no Eastbourne International, onde foi derrotada na primeira rodada por Hsieh Su-wei. Em Wimbledon, ela perdeu na primeira rodada para Dayana Yastremska. Duas semanas depois, Giorgi jogou no Washington Open, onde chegou à final e foi derrotada por Jessica Pegula. Na Rogers Cup, ela perdeu na primeira rodada para Victoria Azarenka. Jogando em Cincinnati, ela foi derrotada na primeira rodada por Maria Sakkari.
Na primeira edição do Bronx Open, ela alcançou sua segunda final da temporada, onde perdeu para a vinda da qualificatória Magda Linette. No US Open, ela sofreu uma nova derrota na primeira rodada para a 30ª cabeça de chave, Maria Sakkari. Em Osaka, Giorgi avançou para as quartas de final, onde perdeu para a nona cabeça de chave Elise Mertens. No Wuhan Open, ela se retirou da partida da primeira rodada contra a "lucky loser" Rebecca Peterson devido a uma lesão no pulso direito. Como sexta cabeça de chave no Luxembourg Open, ela foi derrotada na primeira rodada por Andrea Petkovic. Ela competiu em seu último torneio do ano no Open de Limoges, onde perdeu na primeira rodada para Liudmila Samsonova.
Giorgi terminou o ano na 98ª posição do ranking.

### 2020: Terceira vez na terceira rodada no Australian Open
Giorgi, começou a temporada no Auckland Open. Passando pela qualificatória, ela perdeu na primeira rodada da chave principal para a cabeça de chave N° 1 e eventual campeã, Serena Williams. No  Hobart International, ela foi derrotada na última rodada da qualificatória por Kateryna Kozlova. No Australian Open, ela chegou à terceira rodada pelo segundo ano consecutivo, onde perdeu para a 17ª cabeça de chave e campeã de 2016, Angelique Kerber. Durante a eliminatória da Fed Cup contra a Croácia, Giorgi jogou uma partida e derrotou Jana Fett. A Itália venceu a disputa por 2–0. Jogando em Dubai, foi derrotada na primeira fase da qualificatória por Julia Görges. Em Doha, perdeu na última rodada da qualificatória para Bernarda Pera. Competindo na primeira edição do Lyon Open, Giorgi chegou às quartas de final, onde caiu para a sétima cabeça de chave Daria Kasatkina.
O WTA Tour foi suspenso e torneios foram cancelados do restante de março até julho, devido à pandemia de COVID-19. Quando a turnê retomou os torneios em agosto, Giorgi competiu no Internazionali di Palermo. Ela chegou às semifinais onde foi derrotada por Fiona Ferro. Em Praga, ela perdeu na segunda rodada para a terceira cabeça de chave e eventual finalista Elise Mertens. Giorgi foi derrotada na segunda rodada do US Open pela quarta cabeça de chave, campeã de 2018 e eventual campeã, Naomi Osaka. Após o US Open, Giorgi disputou o Aberto da Itália. Ela perdeu na primeira rodada para Dayana Yastremska. No Aberto da França, ela se retirou durante a partida da primeira rodada contra a vinda da qualificatória e compatriota Martina Trevisan. Seu último torneio do ano foi o Linz Open, onde foi derrotada na segunda rodada pela sexta cabeça de chave Nadia Podoroska.
Giorgi, terminou a temporada na 75ª posição do ranking.

### 2021: Quartas de final nas Olimpíadas, primeiro título WTA 1000, retorno ao Top 40
Giorgi, começou a temporada na primeira edição do Yarra Valley Classic. No entanto, ela se retirou durante a partida da segunda rodada contra a segunda cabeça de chave Sofia Kenin devido a uma lesão na coxa esquerda. No Australian Open, ela perdeu na segunda rodada para a 15ª cabeça de chave Iga Świątek. Em março, Giorgi competiu no Lyon Open. Ela chegou às quartas de final, onde foi derrotada pela qualificatória e eventual campeã, Clara Tauson. No Miami Open, ela perdeu na primeira rodada para a vinda da qualificatória Liudmila Samsonova.
Giorgi se retirou do Charleston Open e da eliminatória da Fed Cup contra a Romênia devido ao teste positivo para COVID-19. Ela voltou à ação em maio, jogando no Aberto da Itália. Ela foi derrotada em uma partida de 3 horas e 51 minutos na primeira rodada por Sara Sorribes Tormo. Na primeira edição do Emilia-Romagna Open, ela perdeu na segunda rodada para a terceira cabeça de chave e eventual campeã, Coco Gauff. No Aberto da França, ela venceu Petra Martić, 22ª cabeça de chave, na primeira rodada. Ela foi derrotada na segunda rodada por Varvara Gracheva.
Começando sua temporada em quadras de grama no Birmingham Classic, Giorgi perdeu na segunda rodada para a terceira cabeça de chave Donna Vekić. Passando pela qualificatória no Eastbourne International, ela derrotou a quinta cabeça de chave e campeã de 2019, Karolína Plíšková, na primeira rodada. Ela então surpreendeu a primeira cabeça de chave e finalista de 2018, Aryna Sabalenka, nas quartas de final. Ela se retirou durante a partida semifinal contra Anett Kontaveit devido a uma lesão na coxa esquerda. Em Wimbledon, ela foi derrotada na segunda rodada pela 19ª cabeça de chave Karolína Muchová. Como quarta cabeça de chave no Ladies Open Lausanne, Giorgi perdeu na segunda rodada para Zarina Diyas.
Representando a Itália nas Olimpíadas de Tóquio, ela derrotou a quinta cabeça de chave Karolína Plíšková pela segunda vez no ano na terceira rodada. Ela foi derrotada nas quartas de final pela quarta cabeça de chave e eventual medalhista de bronze, Elina Svitolina. No Aberto do Canadá em Montreal, ela alcançou seu primeiro WTA 1000 e a maior final de sua carreira, sem nunca ter passado da quarta rodada em qualquer torneio deste nível. Ela eliminou três das 25 melhores jogadoras no caminho, a 9ª cabeça de chave Elise Mertens na primeira rodada, a 7ª cabeça de chave Petra Kvitová nas oitavas de final, a 15ª cabeça de chave Coco Gauff nas quartas de final, e Jessica Pegula nas semifinais. Na final, ela derrotou a número 6 do mundo, Karolína Plíšková, para ganhar seu primeiro título WTA 1000, o maior título de sua carreira, tornando-se a campeã com classificação mais baixa no Canadá desde que Serena Williams, número 80 do ranking, conquistou o título em 2011.
Com esta sequência de sucesso, ela voltou ao top 40 no ranking de simples da WTA, subindo perto de 40 posições, do 71º ao 33º lugar do mundo, em 16 de agosto de 2021.

### 2022: Quarta rodada do Aberto da França, retorno ao Top 30
Giorgi voltou ao top 30 do ranking em 31 de janeiro de 2022, após chegar à terceira rodada pela quarta vez em sua carreira no Australian Open, onde perdeu para a cabeça de chave e eventual campeã, Ash Barty. No Aberto da França, ela derrotou a sétima cabeça de chave Aryna Sabalenka para chegar à quarta rodada pela primeira vez neste torneio Major. Ela venceu cinco de suas últimas sete partidas contra as 10 melhores jogadoras. No Eastbourne International, ela chegou às quartas de final consecutivas depois de fazê-lo no Birmingham Classic na semana anterior, derrotando a quinta cabeça de chave Garbiñe Muguruza por sua 15ª vitória entre as 10 primeiras e a segunda em 2022 depois de Sabalenka.

### 2023: Quarto título WTA
Giorgi começou o novo ano chegando à terceira fase do Australian Open, onde derrotou Anastasia Pavlyuchenkova e Anna Karolína Schmiedlová, ambas as partidas em sets diretos. Em seguida, ela perdeu para Belinda Bencic também em sets diretos.
Giorgi conquistou seu quarto título de carreira WTA no Mérida Open, derrotando a segunda "cabeça de chave", Sloane Stephens, aplicando-lhe uma "bicicleta" (dois sets com placar de 6-0, 6-0), e a quarta "cabeça de chave" Kateřina Siniaková em sets diretos, e a vinda da qualificatória Rebecca Peterson na final.
Giorgi perdeu na segunda rodada do Indian Wells Open para a terceira "cabeça de chave", Jessica Pegula. Ela chegou à segunda rodada do próximo WTA 1000, o Miami Open, derrotando Kaia Kanepi em uma partida com três "tiebreaks", com duração de três horas e 32 minutos, empatada na partida mais longa da temporada até então.
Giorgi saiu de Wimbledon na primeira rodada, perdendo para Varvara Gracheva em sets diretos.

### 2024: Resultados fracos e aposentadoria
Giorgi teve um início de temporada sem sucesso na Austrália. Participou do Brisbane International no qual venceu Peyton Stearns na primeira rodada em jogo de três sets e perdeu para a "cabeça de chave" N° 3 Jelena Ostapenko na segunda em sets diretos. Logo depois, participou da qualificatória para o Adelaide International na qual, perdeu para Claire Liu [en] na primeira rodada em sets diretos. Depois disso, partiu para o Australian Open, no qual perdeu na estreia para a cabeça de chave N° 18 Victoria Azarenka em jogo de três sets.
Prosseguindo sua campanha em quadras duras, agora na Europa, Giorgi participou do Upper Austria Ladies Linz, onde perdeu para a vinda da qualificatória Clara Tauson na primeira rodada em jogo de três sets. No giro americano em março, ela não passou da segunda rodada em Indian Wells, perdendo para Linda Noskova e em Miami, perdendo para Iga Swiatek, sendo todos os jogos desses dois torneios decididos em sets diretos.
Em 7 de maio, sem nenhum comunicado oficial, seu nome apareceu na lista de tenistas "aposentados" da International Tennis Integrity Agency (ITIA). Giorgi em seguida confirmou a aposentadoria em seu Instagram. Ao mesmo tempo, foi relatado que ela e sua família estavam sendo investigados por fraude fiscal na Itália.

## Finais da WTA

### Simples: 9 (4 títulos, 5 vices)
| Legenda                                      |
| -------------------------------------------- |
| Grand Slam (0–0)                             |
| WTA Tour (0–0)                               |
| Tier I / Premier Mandatory & Premier 5 (1–0) |
| Tier II / Premier (0–0)                      |
| Tier III, IV & V / International (3–5)       |

| Status | N. | Data              | Torneio                                          | Piso     | Oponente                  | Placar                  |
| ------ | -- | ----------------- | ------------------------------------------------ | -------- | ------------------------- | ----------------------- |
| Perdeu | 1. | 13 Abril 2014     | BNP Paribas Katowice Open, Katowice, Polônia     | Duro (i) | Alizé Cornet              | 6–7(3–7), 7–5, 5–7      |
| Perdeu | 2. | 12 Outubro 2014   | Generali Ladies Linz, Linz, Áustria              | Duro (i) | Karolína Plíšková         | 7–6(7–4), 3–6, 6–7(4–7) |
| Perdeu | 3. | 12 Abril 2015     | BNP Paribas Katowice Open, Katowice, Polônia     | Duro (i) | Anna Karolína Schmiedlová | 4–6, 3–6                |
| Venceu | 1. | 14 Junho 2015     | WTA de 's-Hertogenbosch, Rosmalen, Países Baixos | Grama    | Belinda Bencic            | 7–5, 6–3                |
| Perdeu | 4. | 10 Abril 2016     | BNP Paribas Katowice Open, Katowice, Polônia     | Duro (i) | Dominika Cibulková        | 4–6, 0–6                |
| Venceu | 2. | 14 Outubro 2018   | Generali Ladies Linz, Linz, Áustria              | Duro (i) | Ekaterina Alexandrova     | 6–3, 6–1                |
| Perdeu | 5. | 4 Agosto 2019     | WTA de Washington, Washington, Estados Unidos    | Duro     | Jessica Pegula            | 2–6, 2–6                |
| Venceu | 3. | 15 Agosto 2021    | Omnium National Bank, Montreal, Canadá           | Duro     | Karolína Plíšková         | 6–3, 7–5                |
| Venceu | 4. | 26 Fevereiro 2023 | Merida Open, Mérida, México                      | Duro     | Rebecca Peterson          | 7–6(7–3), 1–6, 6–2      |